# Bulbul, Syria
Bulbul (tiếng Ả Rập: بلبل) là một ngôi làng ở phía bắc Syria, một phần hành chính của Tỉnh Aleppo, nằm ở phía tây bắc Aleppo gần biên giới Thổ Nhĩ Kỳ. Các địa phương gần đó bao gồm Maydan Ikbis ở phía tây, Rajo ở phía tây nam và Maabatli ở phía nam.

## Dân số
Theo Cục Thống kê Trung ương Syria (CBS), Bulbul có dân số 1.742 người trong cuộc điều tra dân số năm 2004. Thị trấn cũng là trung tâm hành chính của Bulbul nahiyah của quận Afrin bao gồm 34 ngôi làng với dân số kết hợp là 12,573.

Bulbul là trung tâm hành chính của Nahiya Bulbul thuộc quận Afrin.

## Bulbul
Các bulbul từ xuất phát từ tiếng Ả Rập: بلبل, có nghĩa là nightingale  trong tiếng Ả Rập, tiếng Thổ Nhĩ Kỳ, tiếng Ba Tư và tiếng Kurd, mặc dù trong tiếng Anh, bulbul dùng để chỉ những con chim đậu của một gia đình khác.

## Nội chiến Syria
Vào ngày 3 tháng 2 năm 2018, các cuộc đụng độ vũ trang đã nổ ra ở Bulbul và Rajo giữa TFSA và Đơn vị Bảo vệ Nhân dân người Kurd (YPG) của Lực lượng Dân chủ Syria trong bối cảnh quân đội Thổ Nhĩ Kỳ can thiệp để chiếm thành phố Afrin do người Kurd nắm giữ. Ngôi làng cuối cùng nằm dưới sự kiểm soát của Quân đội Syria Tự do do Thổ Nhĩ Kỳ hậu thuẫn.